# بهاگوت
بهاگوت (به انگلیسی: Bhagot) یک منطقهٔ مسکونی در پاکستان است که در پنجاب واقع شده‌است. بهاگوت ۲۳۸ متر بالاتر از سطح دریا واقع شده‌است.